# Kristin Kasperski
Kristin Kasperski est une joueuse allemande de volley-ball née le 1er juin 1986 à Berlin. Elle mesure 1,93 m et joue attaquante. 

## Clubs
| Club              | De        | À         |
| ----------------- | --------- | --------- |
| VC Olympia Berlin | 2004-2005 | 2004-2005 |
| Schweriner SC     | 2005-2006 | 2009-2010 |
| USC Münster       | 2010-2011 | 2011-2012 |
| Geraer VC         | 2012-2013 | …         |

## Palmarès
- Championnat d'Allemagne
  - Vainqueur : 2006, 2009.
- Coupe d'Allemagne
  - Vainqueur : 2006, 2007.